# AMD K5
AMD K5 — перший мікропроцесор архітектури x86 самостійно розроблений силами компанії AMD. Представлений в березні 1996 року, його основним конкурентом був мікропроцесор Pentium від Intel.
K5 мав амбітний дизайн, ближчий до Pentium Pro, ніж до Pentium щодо технічних рішень і внутрішньої архітектури.  Проте, кінцевий продукт за продуктивністю був ближчий до Pentium.

## Історія
Проєкт K5 був однією зі спроб компанії AMD перехопити технічне лідерство у Intel. Але, хоча при розробці використовувалися вдалі дизайнерські концепції, інженерне їх втілення було слабким. Низька тактова частота процесора частково пояснюється проблемами з виробничими потужностями. Але, наприклад, навіть вчетверо більший ніж у Pentium модуль передбачення переходів вчетверо більший, ніж у Pentium не показував кращу продуктивність. Модуль обчислень з рухомою комою був не такий продуктивний, як у Pentium і т. д. Крім того, ранні версії процесора були погано сумісні з низкою програм під DOS, які в період його випуску були ще актуальні. Через запізнення з виходом на ринок і недостатню продуктивність K5 так і не здобув визнання у виробників комп'ютерів, й головне — він на тривалий період погіршив репутацію всієї продукції AMD.

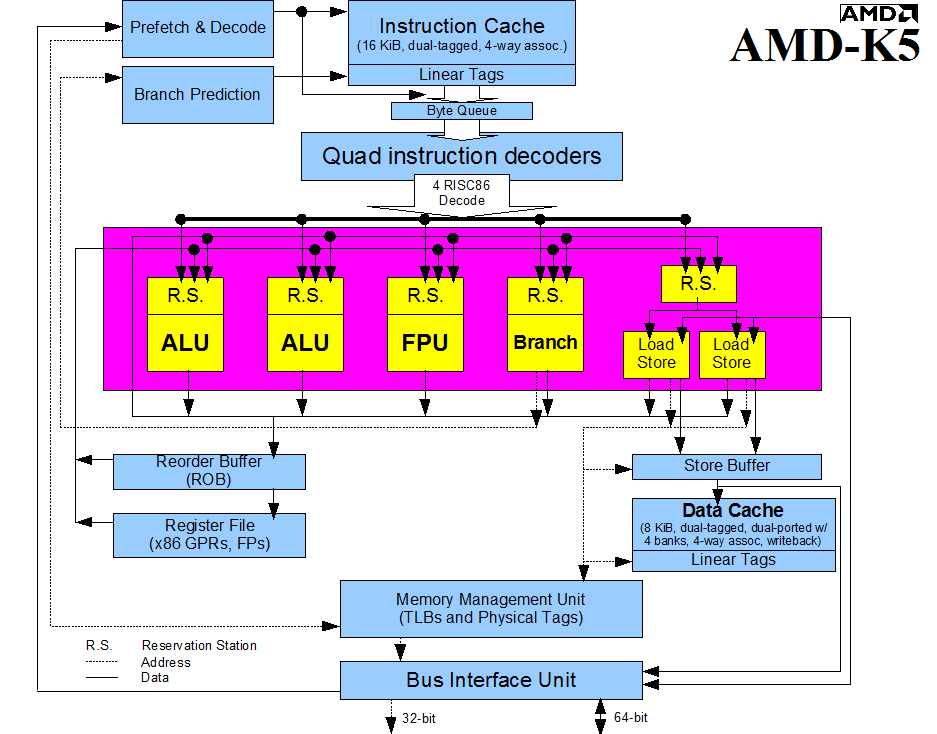
AMD K5 processor diagram.

Під маркою K5 випускалося два варіанти процесорів SSA/5 і 5k86. «SSA/5» працював на частотах від 75 до 100 МГц (5K86 від P75 до P100, пізніше K5 від PR-75 до PR100); «5k86» працював на частотах від 90 до 133 МГц. AMD використовувала так званий P-рейтинг (рейтинг продуктивності) для маркування процесорів. Цей рейтинг показував, якому процесору Pentium (нібито) еквівалентний даний K5 по продуктивності. Наприклад, 116 МГц процесор «5k86» був маркований «K5 PR166», оскільки AMD вважала його продуктивність еквівалентною Pentium-166. Це не виправдовувалося результатами реальної роботи і також сприяло погіршенню репутації, тому для наступного процесора K6 практика рейтингів була припинена.

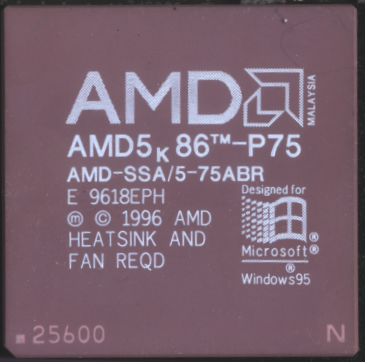
Ic-photo-amd-AMD5k86-P75-AMD-SSA-5-75ABR

1996 – Придбання NexGen: AMD придбала компанію NexGen,  разом з її інтелектуальною власністю і розробленим нею новим, продуктивнішим ніж у Intel, процесором K6. Це дозволило отримати доступ до нових технологій і розробок, включаючи основи для процесорів серії K6.

## Особливості
- П'ять модулів для повночисельних вичислень, що підтримують «позачергове» виконання, один модуль для операцій з рухомою комою, порівняний за продуктивністю з двома такими модулями в Pentium.
- Основний кеш мав 4-сторонню асоціативність, тоді як у Pentium — тільки 2-way.[2]

### Про SSA/5[2]
- Продавався як 5K86 від P75 до P100, пізніше як K5 від PR75 до PR100
- 4,3 мільйона транзисторів, техпроцес 500 або 350 нм
- Площа кристала: 271 мм² та 161 мм² (залежно від техпроцесу)
- Кеш першого рівня: 8 + 16 КБ (дані + інструкції)
- Роз'єм: Socket 5 та Socket 7
- Напруга живлення: 3,52 В
- Енергоспоживання / тепловиділення: 11,6 - 15,4 Вт (залежно від частоти)
- Частота шини: 50 (PR75), 60 (PR90), 66 МГц (PR100)
- Вперше представлено: 27 березня 1996

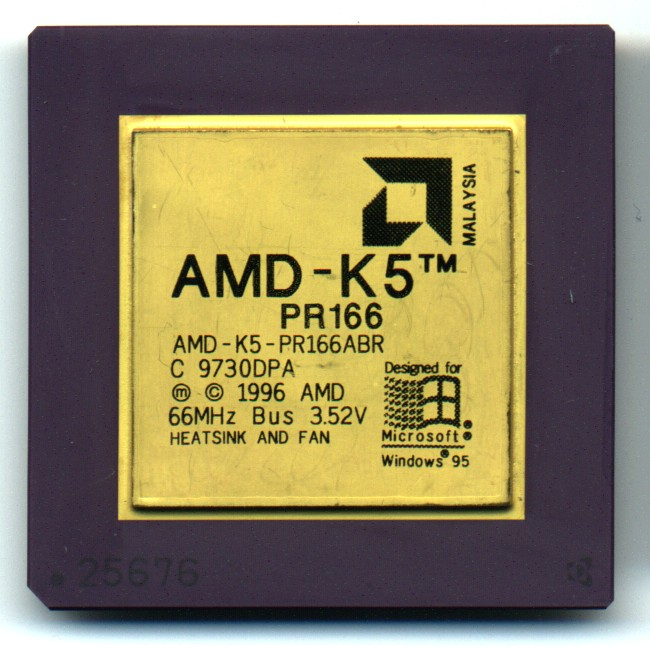
AMD K5 PR-166 microprocessor

- AMD K5 PR-166 microprocessorЧастоти: 75, 90, 100 МГц

### Про 5k86 (Ядро Godot)[2]
- Продавався як K5 від PR120 до PR166 (200)
- 4,3 мільйона транзисторів, техпроцес 350 нм
- Площа кристала: 181 мм²
- Кеш першого рівня: 8 + 16 КБ (дані + інструкції)
- Роз'єм: Socket 5 та Socket 7
- Напруга живлення: 3,52 В
- Енергоспоживання/тепловиділення: 12,3-16,0 Вт (залежно від частоти)
- Частота шини: 60 (PR120/150), 66 МГц
- Вперше представлений: 7 жовтня 1996
- Частоти: 90 (PR120), 100 (PR133), 105 (PR150), 116,6 (PR166), 133 МГц (PR200) (PR200 був випущений дуже малою партією)
- Ціна (у партіях по 1000 шт.): 75 МГц - 75 дол., 90 МГц - 99 дол.

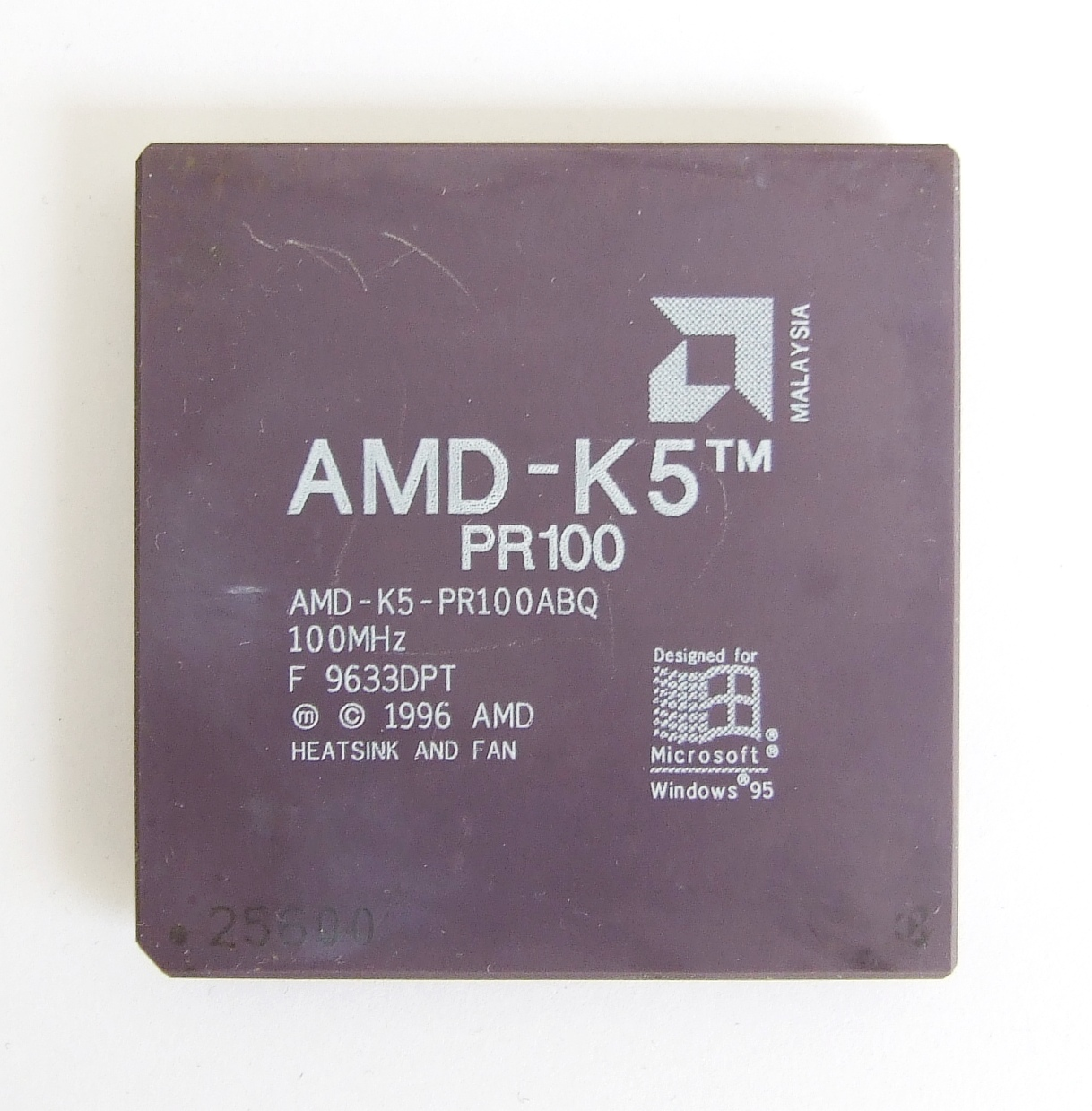
CPU AMD K5-PR100

### Приклад технічних параметрів процесора AMD K5 PR100[3]
- Виробник AMD
- Модель     K5
- Архітектура     x86
- Частота ядра     100 MHz
- Призначення     Настільні ПК
- Корпус/Сокет     CPGA-296 / Socket 5
- Інформація о розмірах
- Розмір корпуса     4,95x4x95 cm
- Технологія виробництва     0,35 µm
- Розмір кристала     161 mm²
- Кількість транзисторів     4300000
- Електричні параметри
- Частота шини     66 MHz
- Ширина     32 bits
- Множник    1.5x
- L1 кеш (дані+інструкції)     8+16 KБ
- Напруга     3.52V
- TDP     12.7W
- Інша інформація
- Початок продажів      17 червня 1996
- Особливості     Нема
- Маркування MD-K5-PR100ABQ (OEM), AMD-K5-PR100ABR (OEM)

## Технічні параметри процесорів K5[4]
Модель    Частота   Швидкість шини      Коефіцієнт
K5 PR 75     75 MHz     50 MHz     1.5x
K5 PR 90     90 MHz     60 MHz     1.5x
K5 PR 100     100 MHz     66 MHz     1.5x
K5 PR 120     90 MHz     60 MHz     1.5x
K5 PR 133     100 MHz     66 MHz     1.5x
K5 PR 150     116.5 MHz     60 MHz     1.75x
K5 PR 166     116.5 MHz     66 MHz     1.75x